# ヘンタイよいこ新聞
「ヘンタイよいこ新聞」（ヘンタイよいこしんぶん）は、パルコ出版発行のサブカルチャー誌『ビックリハウス』において、1980年11月号から1982年7月号にかけて連載された、読者投稿記事である。のちにパルコ出版から単行本も発売された。編集責任者は糸井重里。題字は右横書きであった。略称は「ヘンよい」。書籍版の装丁は横尾忠則が手がけた。

## 概要
人々を「ヘンタイよいこ」「セイジョーよいこ」「ヘンタイわるいこ」「セイジョーわるいこ」に大別、ヘンタイよいこのための機関紙を謳っている。
投稿者は糸井からテーマとして与えられた以下の10項目について答えるというスタイルを採っている。
- A.キモチワルイものとは何か。
- B.コワイものとは何か。
- C.キモチイイものとは何か。
- D.オイシイものとは何か。
- E.スケベなものとは何か。
- F.オカシイものとは何か。
- G.キタナイものとは何か。
- H.カワイイものとは何か。
- I.ホシイものとは何か。
- J.ビンボーとは何か。

他に、「私たちの水戸黄門」「明るい農村便り」などのオリジナルコーナーも存在した。
投稿者はビックリハウスの読者層でもある10代後半に集中しており、投稿に対し糸井重里がコメントを付していた。

## 雑誌への投稿者
- （無名時代の）みうらじゅん
- 和田誠
- 大槻ケンヂ（筆名はビッグムーン大槻）

## 単行本への寄稿者
- YMO
- 橋本治
- 村上春樹
- 栗本慎一郎
- 南伸坊

## 応援者
単行本化されたときに各界の著名人が、応援の言葉を寄せた。
- タモリ「あの方（糸井）のやってることは全部ナウいとしか思えない」
- 岸本加世子
- アラン・ブノア「日本人可愛いね」
- 盛田昭夫「君たちが法律だよ」
- ビートたけし「ヘンタイ新聞？俺のこと出てるんじゃないだろうな」
- 浅野温子「糸井さん、書くのが楽しくないときどうしてんのかな？言葉のプロ、逃げないで」
- 桃井かおり「コピーが命よ」

## 解散の集会
雑誌連載が終わった後の1982年5月5日、品川にてビックリハウス主宰で「糸井重里プレゼンツ ヘンタイよいこ白昼堂々秘密の大集会」と題するライブ・イベントが行われた。
糸井の他、井上陽水、高橋幸宏、篠原勝之、篠原勝之、立花ハジメ、南伸坊、合田佐和子、栗本慎一郎、仲畑貴志、ムーンライダーズ、ブッチャー・ブラザース、コント赤信号、浅葉克己、東京乾電池、三遊亭円丈等が出演した。
また「へんたいよい子バンド」（忌野清志郎、仲井戸麗市、坂本龍一、矢野顕子、どんべ、鈴木さえ子）がライブを行い、忌野清志郎が矢野顕子の持ち歌「ひとつだけ」を歌った。